# Jean-François Robinet
Cet article concerne le médecin et homme politique du XIXe siècle. Pour le journaliste et élu de Seine-et-Marne, voir Jean-François Robinet (journaliste). Pour les autres homonymes, voir Robinet.
Jean-François Eugène Robinet, plus communément appelé docteur Robinet, né le 24 avril 1825 à Vic-sur-Seille et mort le 3 novembre 1899 à Paris, est un médecin, historien et homme politique français.
Accoucheur, Jean-François Robinet est un républicain.
Il participe à la révolution française de 1848 et à la Commune de Paris de 1871. Il est élu conseiller de la Commune, mais ne conserve son poste que pendant deux jours. Lors de la Semaine sanglante, il sauve plusieurs communards. Après l'instauration de la Troisième République, Robinet se présente aux élections législatives de juillet 1871 pour la Ligue d'union républicaine des droits de Paris, sans succès. Il refusera par la suite de se présenter à d'autres élections, législatives ou municipales.
Médecin d'Auguste Comte, le docteur Robinet intègre l'Église positiviste et la Société positiviste en 1851, fondées par ce dernier. Historien, il travaille et promeut l'œuvre du révolutionnaire français Georges Jacques Danton.

## Biographie

### Lutte contre la monarchie et le bonapartisme
Après être arrivé à Paris en 1847 pour suivre des études de médecine, Jean-François Eugène Robinet prend part à la révolution française de 1848, qui renverse le roi des Français Louis-Philippe Ier et met en place la Deuxième République. Il y est blessé. Il adhère peu après au positivisme religieux, initié notamment par Auguste Comte, dont il est le médecin, et intègre le 6 août 1851 la Société positiviste. À sa mort, en 1857, il sera son exécuteur testamentaire. La résidence de Robinet, à La Ferté-sous-Jouarre en Seine-et-Marne, devient un « foyer positiviste actif » en 1859, selon les termes de Diane Dosso du Comité des travaux historiques et scientifiques. Il exerce ensuite le métier d'accoucheur dans le sixième arrondissement de Paris, où il est très populaire, notamment en proposant des séances de médecine gratuites plusieurs fois par semaine.
Républicain, le docteur Robinet s'oppose au Second Empire fondé par Napoléon III en décembre 1852. Il appuie notamment la construction d'un monument en l'honneur d'Alphonse Baudin, tué sur une barricade alors qu'il s'opposait au coup d'État du 2 décembre 1851, et, lors des élections législatives de 1869, il soutient la candidature du républicain modéré Jules Ferry, élu dans le sixième arrondissement. Le 7 juin 1869, le jour du second tour, il est arrêté pour « outrage à agents ».
Robinet occupe, durant le siège de Paris, épisode de la guerre franco-allemande de 1870, le poste de maire du sixième arrondissement de Paris et siège à la commission d'armement. Accusé d'avoir soutenu l'insurrection parisienne en cours, il doit cependant démissionner. Il est élu le 26 mars 1871, par 3 904 voix sur 9 499 votants, conseiller de la Commune, lors de d'élections municipales mises en place par la Commune de Paris. Il intègre la commission de l'Enseignent, mais, pour des raisons de santé, ne siège que deux jours. Il poursuit tout de même son action politique, intégrant la Ligue d'union républicaine des droits de Paris, organisation pour la médiation entre Communards et Versaillais : il propose la destruction de la colonne Vendôme, monument napoléoniste, et, opposé à la répression de la Semaine sanglante de mai 1871, sauve avec plusieurs autres positivistes de nombreux communards.

### Poursuite de son engagement républicain sous laIIIeRépublique
À la suite de la très sévère répression de la Commune, Jean-François Robinet échappe aux poursuites judiciaires. Il se présente sans succès aux élections complémentaires du 2 juillet 1871, où il obtient 43 028 suffrages, puis aux élections municipales de 1871 dans le quartier Notre-Dame-des-Champs. Il bénéficie de 1 191 voix au premier tour contre 2 164 pour Beudant, candidat de la conservatrice Union parisienne de la presse. Il échoue au second tour,. Il retente sa chance deux ans plus tard comme candidat « républicain radical » face au même adversaire, à qui les monarchistes ont accordé leur soutien. Au premier tour, il obtient 2 695 suffrages, soit quinze de moins qu'en a obtenu Beudant. En ballottage, ils se font de nouveau face à face le 14 février 1875,. Le programme de Robinet comporte alors la levée de l'état de siège de la ville, l'impossibilité d'exercer simultanément les fonctions de conseiller municipal et de député et la laïcité à l'école. Il promet aussi la publicité des séances du conseil et des « rapports fréquents » entre lui et ses électeurs.
En 1876, Robinet projette de se représenter aux nouvelles élections législatives, mais retire finalement sa candidature devant celle du militaire Pierre Philippe Denfert-Rochereau. Robinet proposait, outre la proclamation de la République et l'arrêt de l'état de siège, comportait principalement l'installation du gouvernement à la capitale, l'incompatibilité entre les mandats de conseillers municipaux et de députés et un enseignement primaire laïque, gratuit et obligatoire. Après la dissolution de l'Assemblée de la Ire législature par le président Patrice de Mac Mahon, il est proposé comme candidats pour les législatives de 1877. En 1880 il est affilié au Cercle parisien des cuisiniers socialistes collectivistes.

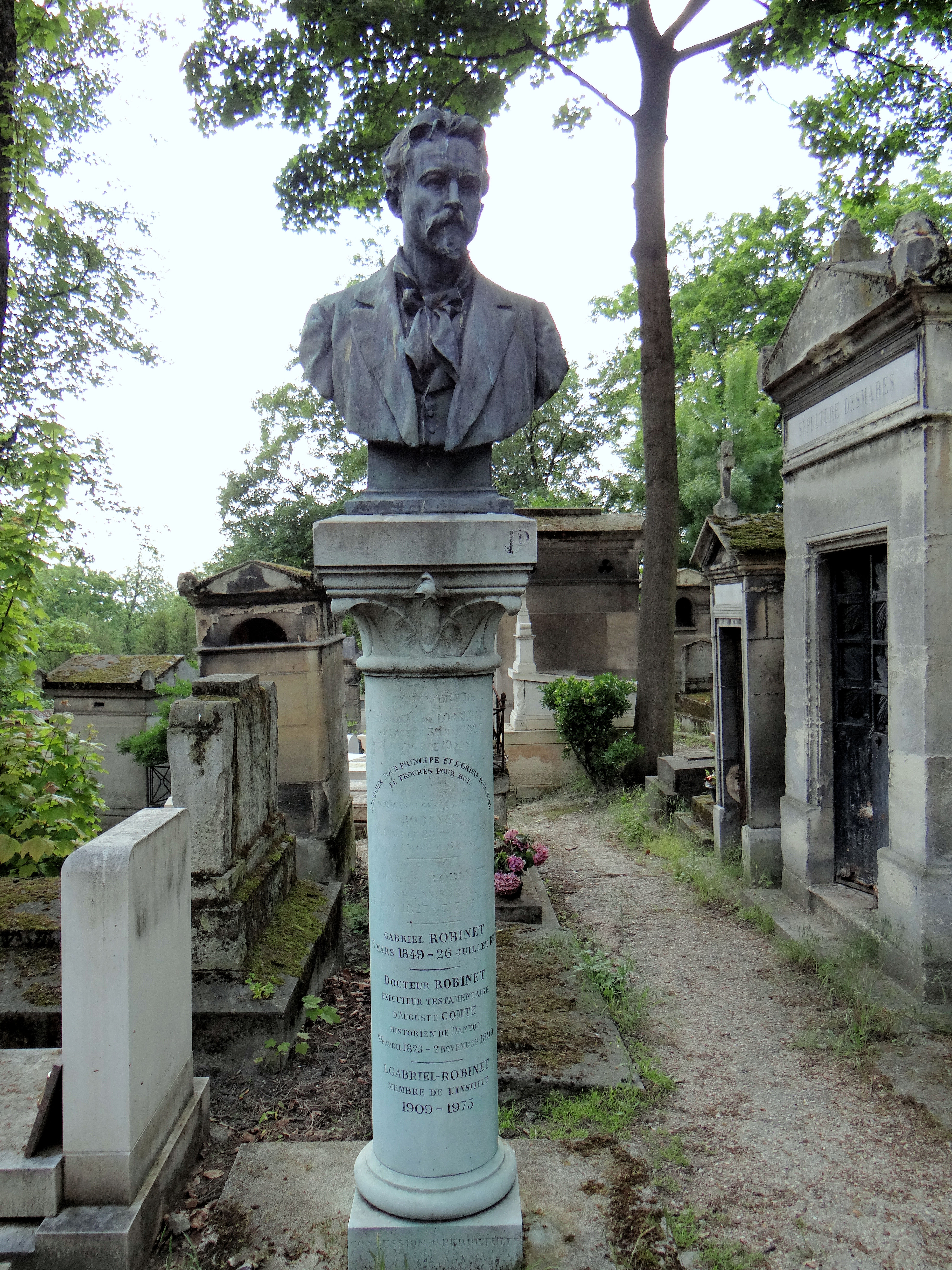
La colonne de la tombe de la famille Robinet au cimetière du Père-Lachaise, avec le buste de François-Roland Rolard. Plusieurs symboles sont gravés sur le chapiteau de la colonne, comme le bonnet phrygien.

Son fils Gabriel, par plusieurs fois conseiller municipal de Paris, meurt en juillet 1887, un an après sa mère. On propose à son père de reprendre son poste, mais il refuse. Après avoir siégé au conseil d'administration du Cercle d'études sociales des prolétaires positivistes, Jean-François Robinet est conservateur à la Bibliothèque et des Collections historiques de la Ville de Paris et au Musée Carnavalet. Admirateur de Georges Jacques Danton, il consacre plusieurs de ses ouvrages à l'avocat et révolutionnaire, dont il veut promouvoir la mémoire et l'action.
Jean-François Robinet est inhumé dans l'après-midi du 5 novembre 1899 au cimetière du Père Lachaise (19e division) avec son fils Gabriel et son petit-fils Louis-Gabriel. Un buste de François-Roland Rolard est présent sur leur tombe, sous lequel la devise positiviste est inscrite.

### Vie privée
Jean-François Eugène Robinet est marié à Marie Weyer (1827-1881) et est le père de trois enfants : Virgine (1851-1910), Thérèse (1852-1920) et Gabriel (1849-1887). Ce dernier, médecin et publiciste, est à son tour élu conseiller municipal de 1881 à sa mort et son petit-fils André maire honoraire du 6e arrondissement de Paris. Le fils de ce dernier, Louis-Gabriel Robinet, né en 1909 et mort en 1975, est avocat et journaliste, et notamment directeur du quotidien Le Figaro.

## Écrits
L'œuvre de Jean-François Robinet porte principalement sur la Révolution française, sur Danton et sur le positivisme. En 1872, il fonde La Revue positiviste, journal qui paraît durant un an.
Liste complète des ouvrages, sur data.bnf.fr.
- Condorcet, sa vie, son œuvre, 1743-1794, Paris, Librairies-imprimeries réunies (BNF 34155372, lire sur Wikisource)
- Discours prononcé aux funérailles d'A. Comte, Paris, 1857
- Charles-Georges Leroy (préf. Docteur Robinet), Lettres sur les animaux, Paris, Poulet-Malassis, 1862, 266 p. (BNF 30799190)
- Danton, mémoire sur sa vie privée, Paris, Chauverot et Lauwereyns, 1865
- Le dix août et la symbolique positiviste : Réponse au Journal la République française, Paris, E. Leroux, 1873, 24 p. (BNF 34026182)
- Aux électeurs de 1885 : Les Machines à tuer, Paris, E. Leroux, 1885, 14 p. (BNF 34035928)
- Danton, émigré, Paris, H. le Soudier, 1887
- Centenaire de 1789, Danton homme d'État, Paris, Charmay frères, 1889
- A. Comte et M. Aulard, à propos de la Révolution, appréciation philosophique de l'Assemblée constituante et de la Convention, Paris, E. Leroux, 1893
- Dictionnaire historique et biographique de la Révolution et de l'Empire volume 1, volume 2